# زينو دراغومير
زينو دراغومير هو منافس ألعاب قوى روماني، ولد في 27 يونيو 1923، وتوفي في 1967.

## وصلات خارجية
- زينو دراغومير على موقع الاتحاد الدولي لألعاب القوى (الإنجليزية)
- زينو دراغومير على موقع أوليمبيديا (الإنجليزية)